# Enguerrand I. (Ponthieu)
Enguerrand I. († um 1045) war ein Graf von Ponthieu aus dem Haus Ponthieu. Er war ein Sohn des Burgherren Hugo von Abbeville und der Gisela, einer Tochter des Königs Hugo Capet.
Enguerrand erbte von seinem Vater die Burg von Abbeville, die Klosterzelle Forestmontier und das erbliche Amt eines advocatus der Abtei Saint-Riquier. Sein Land umfasste etwa das Gebiet des alten karolingischen pagus pontivus. Wie die Chronik der Abtei Saint-Riquier berichtet, tötete Enguerrand im Jahr 1033 den Grafen von Boulogne (wohl Balduin II.), heiratete dessen Witwe und nahm als erster seiner Familie den Titel eines Grafen an. Allerdings signierte er bereits im Jahr 1026 eine Urkunde als Graf. Zum normannischen Herzog Robert I. den Prächtigen unterhielt Enguerrand freundschaftliche Beziehungen, was in der Heirat seines Sohnes mit der Erbin der starken normannischen Grenzburg Aumale mündete. In den Jahren 1031/1032 wehrte er erfolgreich eine Invasion des normannischen Grafen Gilbert von Brionne ab, der mit 3.000 Mann in der Landschaft Vimeu eingefallen war.
Enguerrand war vermutlich zweimal verheiratet, wobei seine namentlich unbekannte erste Ehefrau die Mutter seiner drei Söhne war:
- Hugo II. († 1052), Graf von Ponthieu
- Guido († 1074), Bischof von Amiens, Autor des Carmen de Hastingae Proelio
- Fulko († nach 1059), Abt von Saint-Riquier und Forestmontier

Seine zweite Frau, die Witwe des Grafen von Boulogne, dürfte Adelvie von Westfriesland aus der Sippe der Gerulfinger gewesen sein.